# Álora
Álora és un municipi d'Andalusia, a la província de Màlaga.

## Toponímia
Els seus habitants són coneguts com a "perotes" (a més d'aloreños). Existeixen diverses versions de l'origen del terme "perote", si bé el més conegut és per haver estat el seu primer regidor Don Però, en temps immediat posterior a la reconquesta per la Reis Catòlics, d'aquí el nom de la zona "La Perocia".

## Història
La història d'Álora es remunta a la Prehistòria en el Hoyo del Conde, a poc més d'un quilòmetre de la ciutat. El medi ecològic (caça, aigua, protecció natural) afavoria aquesta presència fins que els turdetans de Tartessos i els fenicis van descobrir les grans possibilitats comercials de la zona. A aquests últims corresponen els fonaments del castell, que més endavant aprofitarien els romans fortificant-lo.
La presència de Roma ha deixat importants petjades en aquestes terres, des del miliari que assenyalava la calçada romana en el qual apareix la inscripció Municipium Iluritanum (any 79 aC) fins a diverses restes que proven que Álora va ser població romana amb dret llatí, amb el nom d'Iluro. D'Álora, van sortir governants i militars que van donar glòria a l'Imperi, famílies de relleu que van deixar petjades de la seva presència en la mateixa Roma. Durant l'època visigoda hagué de construir-se el nucli de la fortalesa, que posteriorment reforçarien i ampliarien els àrabs, que després de la seva entrada en la Península arribarien molt prompte a Álora. D'aquest període cal destacar la rebel·lió d'Omar ibn Hafsún, i que per la proximitat de Bobastro (la seva plaça forta) va haver d'afectar de forma important a aquestes terres.
Durant tota l'Edat Mitjana els reis cristians van intentar en va prendre la vila d'Álora, que resistia un rere l'altre tots els atacs. En un d'aquests va morir al peu de les muralles, en 1434, l'Avançat d'Andalusia Don Diego de Rivera, tràgica notícia que es va encarregar de difondre el Romancer amb conegut Romance de Alora que es reproduïx íntegrament en una placa del Castell. La plaça va caure en 1484 en mans de les tropes dels Reis Catòlics. Els segles xvi i xvii van donar a Álora notable prosperitat afavorida per la presència de nombroses persones il·lustres que van viure aquí o van venir a visitar-la. En l'any 1628 Álora se segrega del municipi de Màlaga, segons acta signada per Felip IV, l'original de la qual es conserva en l'arxiu municipal, finalitzant amb l'asseveració que Álora se segregava "Per sempre".
Segons el cadastre del marquès de l'Ensenada, Álora comptava en el segle xvii amb 500 habitants entre els quals havia 28 preveres i 8 minoristes, sense contar ermitans ni frares del Convent de Flores. Tot fa suposar que l'església havia de posseir quantioses riqueses. La desamortització de Mendizábal va privatitzar aquests béns, desapareixent fundacions i capellanies. L'església va quedar empobrida, havent perdut gairebé tots els seus béns. Durant la invasió francesa, en Álora es van donar episodis de patriotisme propis de la Guerra de la Independència. En la torre de l'església encara queden els impactes de bala que van derrocar la placa commemorativa de la Constitució de Cadis; tirs efectuats per un esquadró de la cavalleria francesa, que el dia 1 d'agost de 1823 va destituir l'Ajuntament Constitucional.
El segle xix, en la història d'Álora, té escàs relleu exterior. Va estar marcat, com en tot Espanya, per lluites intestinas entre absolutistas i constitucionalistas, carlistas i isabelinos, progressistes i moderats i republicans i monàrquics. Amb els començaments del segle xx, de gairebé idèntiques característiques que el XIX, s'inicien les emigracions, sobretot a Amèrica. Les dècades dels 40 i 50 van ser difícils i de reconstrucció després de la Guerra Civil espanyola. En els anys 1960 Alemanya, Austràlia i Suïssa acullen als emigrants Perotes. En 1979 se celebren les primeres Eleccions Municipals Democràtiques, que guanya la Unió de Centre Democràtic, sent el primer alcalde, el candidat socialista D. Pedro Aranda Cuenca.